# Večer (dnevni list, Zagreb)
Večer je bila hrvatski dnevnik iz Zagreba. Izašla su prvi put 10. studenoga 1920., a prestala je izlaziti uspostavom NDH, 10. travnja 1941. Uređivao ih je Ivo Sučić.
Izlazile su svakodnevno.